# Desa Tlogo (administrativ by i Indonesien, Jawa Tengah, lat -7,27, long 109,93)
Desa Tlogo är en administrativ by i Indonesien.   Den ligger i provinsen Jawa Tengah, i den västra delen av landet, 400 km öster om huvudstaden Jakarta. Desa Tlogo ligger vid sjön Telaga Menjer.